# Pg.lost
pg.lost ist eine instrumentale Post-Rock-Band aus Norrköping, Schweden.

## Geschichte
Die Band erfuhr unter dem Namen Before You Give In mehrere Besetzungswechsel, bevor sie sich 2004 unter dem Namen pg.lost in der aktuellen Besetzung gründete.

## Diskografie

### Alben
- 2008: It's Not Me, It's You!
- 2009: In Never Out
- 2012: Key
- 2016: Versus
- 2020: Oscillate

### EPs
- 2006: pg.lost
- 2007: Yes I Am

### Sonstiges
- 2013: pg.lost & Wang Wen (Split-Side-Vinyl)